# Oxylepus boroveci
Oxylepus boroveci  (лат.) — жук подсемейства щитовок из семейства листоедов.

## Распространение
Населяет территорию Туниса.